# 독일의 록
독일의 록은 1960년대까지 고유의 특성을 가지고 있지 않다가 크라우트 록, 뉴웨이브, 헤비메탈, 펑크, 인더스트리얼 등의 장르로 분화되었다. 록큰롤 장르가 미국에서 1940년부터 일어나고 세계로 퍼져나가기 시작한 것이 약 1956년이다. 이때 미국 록이 서독에서 인기가 높아 Bill Haley & His Comets 같은 라커빌리 시기였지만, 독일 음악가는 거의 없었다. 패전이 이것의 이유였다. 2차 세계대전 전까지 독일은 현대음악의 중심이었으나, 그들의 패전 이후에 독일만의 고유한 음악을 만들어내기란 힘들었다.

## 1960년대와1970년대: 크라우트 록

### 정의
크라우트 록은 ‘록밴드’ 악기들 (기타, 베이스기타, 드럼 등)을 이용한 록 음악과 일렉트로닉 음악을 조합하였다. 1960년대 말까지는 영미의 반체제 문화와 히피 운동이 대중음악에서는 처음으로 사회적, 정치적으로 날이 선 가사들을 읊으면서 록음악을 사이키델릭, 헤비메탈, 프로그레시브 록 등등의 장르로 이끌었다. 이때 독일 그룹 스콜피온즈가 뜨기 시작하였다.

### 등장배경
핵무기와 환경오염, 전쟁이 반감과 행동주의를 이끌어 낼 즈음에 1968년 독일, 프랑스, 이탈리아 학생 항쟁은 유럽의 젊은 지식인층 록 청취자들을 만들어냈다. 독일의 음악은 1950년대 중반부터 전자음악, 아방가르드(전위적인) 음악으로 선회했다. 이러한 요인들이 에센 주에서 1968년에 최초로 German Rock Festival 을 열게 한 음악 장르인 크라우트 록이 등장하게 되는 접점이었다. 영미 쪽처럼 게르만 록 뮤지션들도 사이키델릭 계열의 음악을 했다. 그러나 반면에 사이키델릭에서 그들은 마약의 효과를 재현하기보다는 일렉트로닉 아방가르드를 혁신적으로 섞으려 했다. 그해 사이키델릭 록 사운드를 독일의 주류음악으로 대중화시킨 Zodiac Free Arts Lab 이 베를린에서 결성된 것을 보면 그것을 단적으로 알 수 있다.
원래 크라우트록은 공짜 예술의 형태여서 원한다면 크라우트 밴드의 음반을 공짜로 살 수도 있었다.
그 후 몇 년간은 개척흐름의 그룹들이 보였다. 1969년에는 재즈를 가미한 그룹 Can이 결성되었다. 이듬해 Kluster(후의 Cluster)가 키보드 기반의 고정된 저음을 강조하는 인더스트리얼 음악을 선보였다. 1971년에는 Tangerine Dream과 Faust가 전자 신시사이저를 사용하고 음향 제작의 테크닉을 향상시켜 Kosmische Musik을 만드는 데 일조했다.
1972년에, 노이!가 리드미컬한 음악을 선보였다. 1970년대 중반에는 유명한 독일 밴드 중 하나인 크라프트베르크가 일렉트로니카, 테크노와 같은 장르의 기반을 조성해준 <<Autobahn>>과 <<Radioactivity>>라는 명반들을 발표했다.

## 뉴 저먼 웨이브 (Neue Deutsche Welle)
새로운 독일 음악(Neue Deutsche Welle)은 영국 펑크 록과 70년대 중반 뉴웨이브의 발로였다. 뉴 저먼 웨이브는 그리 오래 가진 않았으나 80년대 초부터 상업화되어갔다. 2003년 쯤부터 새로운 “Neue Deutsche Welle” 가 시작된 듯싶다. 많은 독일의 젊은 팝&록 그룹들이 독일에서 성공하고 있다. (Tokio Hotel, Wir sind Helden, Silbermond, Juli, Revolverheld 등이 그 예다.) 그러나 국제적인 약진이라고는 보기 힘들다.

## 동독 록(Ostrock)
Ostrock 은 예전 사회주의 동독의 록을 뜻한다. 유명한 그룹으로는 The Puhdys 와 Karat, Prinzen을 들 수 있다.

## 독일식 헤비메탈
독일에서 헤비메탈은 70년대 말에서 80년대 초까지 붐이었다. 하드록 밴드 스콜피온즈가 독일에 헤비메탈의 씨앗을 뿌렸다. 독일 밴드 헬로윈 등이 파워 메탈이라는 하위 장르를 만들어냈다. 이것은 90년대의 인기있는 주류가 되었다.

## 함부르크 학파 (Hamburger Schule) 운동
Hamburger Schule는 80년대 초에서 90년대 중반까지 일어난 언더그라운드 음악 운동이다. 이것은 NDW 와 비슷한 맥락으로서 펑크, 그런지 그리고 실험적 팝음악과 섞였다. Hamburger Schule 운동은 독일의 젊은이들에게 이제부터 독일어로 노래하는 것이 괜찮다는 생각을 심어주었다. Hamburger Schule는 또한 지적인 가사와 포스트 모던한 이론 그리고 사회 비판적인 성격을 지녔다.

## 신(新) 독일 경식(硬式) Neue Deutsche Härte(New German Hardness)
람슈타인, Eisbrecher, KMFDM, Oomph!, Tanzwul, Megaherz 같은 90년대 초반부터 밴드들이 인더스트리얼 록과 헤비메탈, 일렉트로닉 메탈의 혼합물을 만들었다.